# Pier Maria Scotti

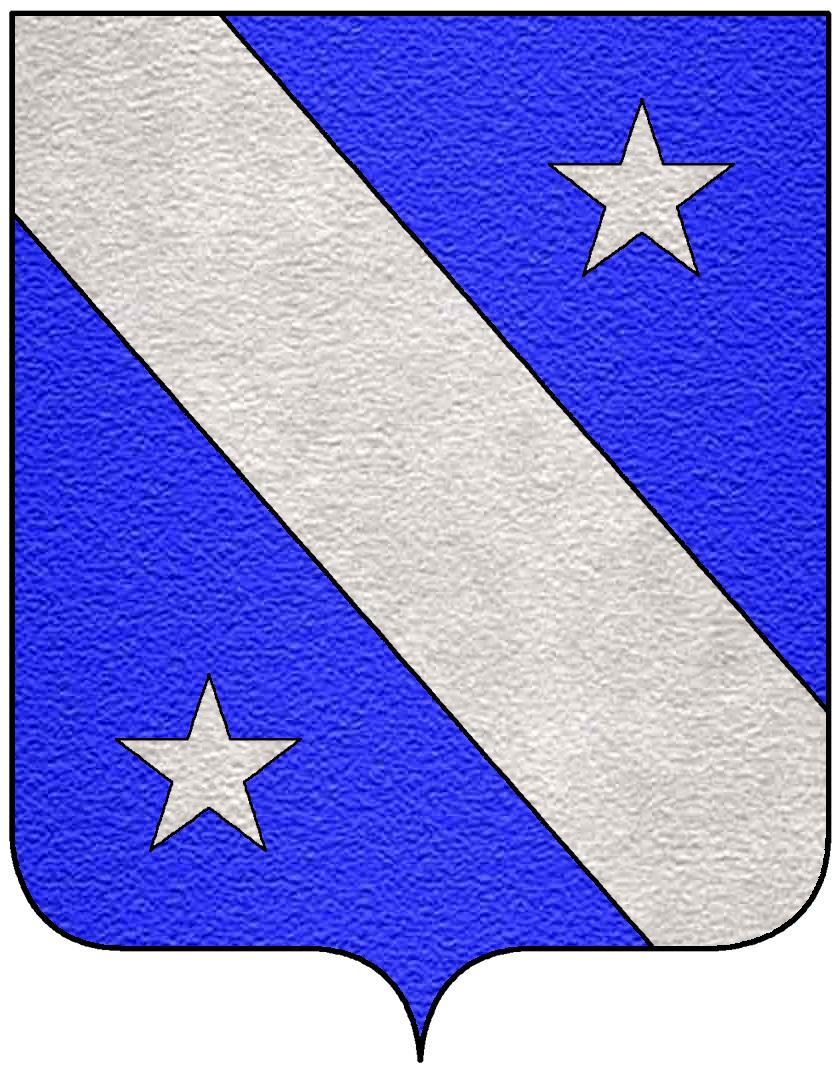
Stemma della famiglia Scotti

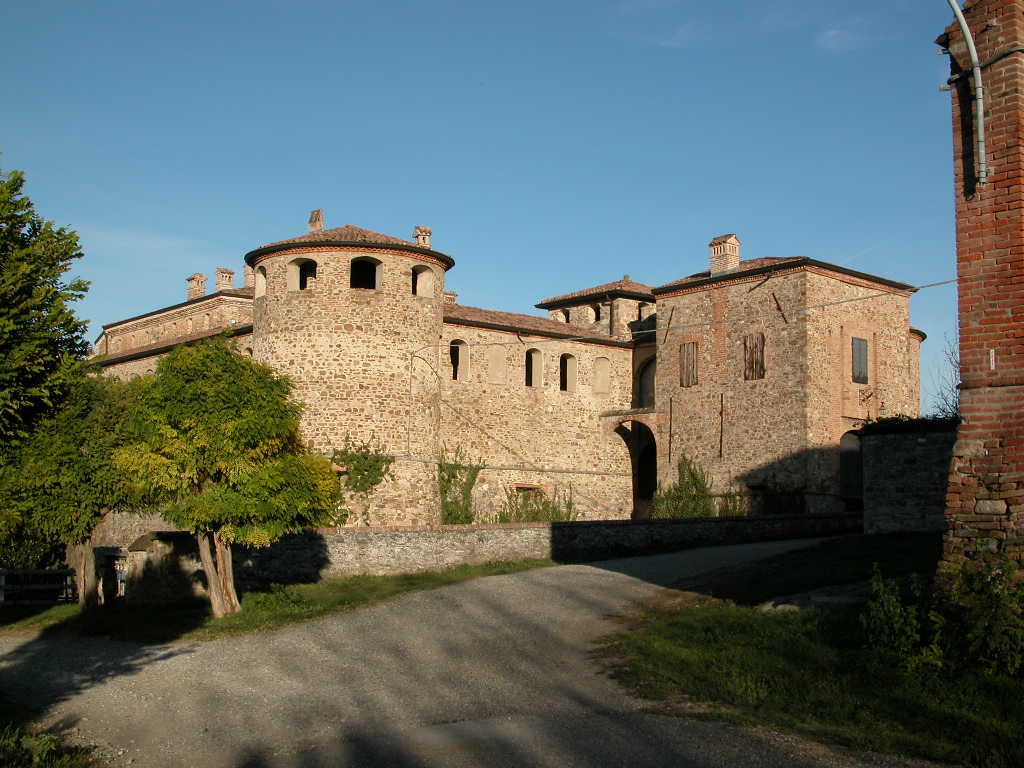
Castello di Agazzano

Pier Maria Scotti Douglas di Vigoleno (Vigoleno, 1481 circa – Agazzano, 30 agosto 1521) è stato un nobile e avventuriero italiano.

## Biografia
Soprannominato "il conte Buso" per la sua abilità di spadaccino, conte di Vigoleno e Carpaneto, era figlio del conte Francesco Maria Scotti Douglas (?-1511) e di Francesca di Giovanni Genesio Pallavicino, (detto Pallavicino), Marchese di Busseto, (con suo fratello Gian Lodovico), Marchesi dello Stato Pallavicino.
Di parte guelfa, fu un uomo sanguinario e venne per questo scomunicato da papa Leone X. Passò dalla parte ghibellina allorché il governatore di Piacenza, nel 1514, non gli concesse l'appalto dei dazi della Camera Apostolica. Tentò invano, assieme al fratello Guglielmo ed alcuni uomini in armi, di saccheggiare le case di coloro che avevano ottenuto gli appalti.
Fu al servizio del condottiero Prospero Colonna, in nome del quale tentò l'assedio a Piacenza, senza successo. Fece distruggere il castello di Vigoleno e quello di Travazzano. Il 30 agosto 1521 tentò di attaccare il castello di Agazzano per impadronirsi dei suoi tesori. Venne assassinato nello stesso giorno da Astorre Visconti, fuoriuscito da Milano, e gettato nel fossato del castello di Agazzano, ma il suo corpo non venne mai trovato. La leggenda vuole che il fantasma del conte si aggiri ancora oggi nelle sale e nei giardini del castello.

## Discendenza
Sposò Camilla Scotti di Fombio, dalla quale ebbe un figlio, Galeazzo.